# Mario De Clercq
Mario De Clercq (* 5. März 1966 in Oudenaarde) ist ein ehemaliger belgischer Radrennfahrer.
In seiner aktiven Laufbahn konnte er drei Rennen auf der Straße gewinnen. Weitaus erfolgreicher war De Clercq in seiner Spezialdisziplin Cyclocross. Hier wurde er 1998, 1999 und 2002 Weltmeister und gewann insgesamt vier weitere Medaillen bei Weltmeisterschaften. 2001 und 2002 wurde er Belgischer Meister und gewann 1999 den Gesamtweltcup.
Bei der Internationalen Friedensfahrt gewann er 1990 als Amateur die 4. Etappe und wurde 22. im Gesamtklassement.
Er wurde Ende 1990 Profi im Radsportteam Buckler und beendete seine Karriere 2004 bei Mr.Bookmaker.com-Palmans. De Clercq ist heute Sportlicher Leiter beim Team Sunweb Pro Job.
Im Zusammenhang mit der Dopingaffäre um Johan Museeuw wurde auch bei De Clercq 2003 eine Hausdurchsuchung durchgeführt und er wegen Besitzes von Wachstumshormonen und des EPO-Präparats Aranesp angeklagt. Im Dezember 2008 befand ihn ein Gericht in Kortrijk  für schuldig. Er wurde deshalb zu einer Haftstrafe von zehn Monaten auf Bewährung und zur Zahlung von 15.000 Euro verurteilt.

## Erfolge

### Straße
1988
- eine Etappe Circuit Franco-Belge

1991
- eine Etappe Vuelta a los Valles Mineros

1995
- Tour de Vendée

### Cyclocross
1996/1997
- Oostende
- Cyklokros Plzeň
- Geraardsbergen

1997/1998
- Geraardsbergen
- Cyklokros Tábor
- Trofeo Mamma & Papà Guerciotti
- Zingem
- Veldegem
- Cyclocross-Weltmeister

1998/1999
- Schultheiss-Cup, Berlin
- Pieneuf-Val-André
- Vossem
- Contern
- Jaarmarktcross Niel
- Kasteelcross Zonnebeke
- Cyclocross Gavere
- Duinencross Koksijde
- Rijkevorsel
- Centrumcross Surhuisterveen
- Cyclocross-Weltmeister
- Gesamtweltcupsieger

1999/2000
- Koppenbergcross
- Cyklokros Tábor
- Zingem
- Zeddam
- Magstadt
- Eeklo
- Silbermedaille Weltmeisterschaft

2000/2001
- Zingem
- Schultheiss-Cup, Berlin
- Steinmauer
- Wortegem-Petegem
- Koppenbergcross
- Belgischer Crossmeister
- Bronzemedaille Weltmeisterschaft

2001/2002
- Schultheiss-Cup, Berlin
- Balan
- Dottenijs
- Wortegem-Petegem
- Essen
- Kasteelcross Zonnebeke
- Kersttrofee Hofstade
- GP Sven Nys
- Belgischer Crossmeister
- Cyclocross-Weltmeister

2002/2003
- Schultheiss-Cup, Berlin
- Harderwijk
- Ziklokross Igorre
- Wortegem-Petegem
- Veldrit Diegem
- Veldegem
- Centrumcross Surhuisterveen
- Silbermedaille Weltmeisterschaft

2003/2004
- Contern
- Châteaubernard
- Frankfurt/Main
- Bollekescross
- Zeddam
- Eymouthiers
- Pétange
- GP Adrie van der Poel
- Lanarvily
- Silbermedaille Weltmeisterschaft

2004/2005
- Frankfurt/Main
- Hamburg
- Veldegem

## Teams
- 1991–1992 Buckler
- 1993–1994 Lotto
- 1995 Lotto-Isoglass
- 1996 Palmans
- 1997 Palmans-Lystex
- 1998–2000 Palmans-Ideal
- 2001 Domo-Farm Frites-Latexco
- 2002 Domo-Farm Frites (bis Ende März)
- 2002 Palmans-Collstrop (ab Ende März)
- 2003 Palmans-Collstrop
- 2004 Mr.Bookmaker.com-Palmans